# Mitella
- Commons
- Wikispecies

Mitella L. é um género botânico pertencente à família Saxifragaceae*.

## Espécies
- Mitella breweri
- Mitella caulescens
- Mitella diphylla
- Mitella diversifolia
- Mitella nuda
- Mitella ovalis
- Mitella pentandra
- Mitella prostrata
- Mitella stauropetala
- Mitella trifida

## Classificação do gênero
| Sistema | Classificação                   | Referência               |
| ------- | ------------------------------- | ------------------------ |
| Linné   | Classe Decandria, ordem Digynia | Species plantarum (1753) |